# Grande Course de Haies d'Auteuil
Groupe I
La Grande Course de Haies d'Auteuil est une course hippique de haies se déroulant au mois de juin sur l'hippodrome d'Auteuil.
C'est une course de groupe I réservée aux chevaux de 5 ans et plus. Elle se court sur 5 100 mètres. L'allocation pour l'année 2007 était de 350 000 €, en 2010 de 370 000 € et en 2011 de 350 000 €.

## Palmarès depuis 1990
| Année | Vainqueur          | Pays        | Père            | Jockey               | Entraîneur                 | Propriétaire                        | Deuxième         | Troisième        | Temps   |
| ----- | ------------------ | ----------- | --------------- | -------------------- | -------------------------- | ----------------------------------- | ---------------- | ---------------- | ------- |
| 2022  | Hermès Baie        | France      | Crillon         | Bertrand Lestrade    | François Nicolle           | Écurie Papot                        | Klassical Dream  | L'Autonomie      | 6'01"05 |
| 2021  | L'Autonomie        | France      | Blue Bresil     | Angelo Zuliani       | François Nicolle           | Gérald Laroche                      | Paul's Saga      | Gex              | 6'19"82 |
| 2020  | Paul's Saga        | France      | Martaline       | Kevin Nabet          | David Cottin               | Catherine Coiffier                  | L'Autonomie      | Galop Marin      | 6'06"79 |
| 2019  | Bénie des Dieux    | Royaume-Uni | Great Pretender | Paul Townend         | Willie Mullins             | Susannah Ricci                      | De Bon Cœur      | Berjou           | 6'06"52 |
| 2018  | De Bon Cœur        | France      | Vision d'État   | Kevin Nabet          | François Nicolle           | Jacques Détré / Haras de Saint Voir | Bapaume          | Dalia Grandchamp | 5'51"62 |
| 2017  | L'Ami Serge        | Royaume-Uni | King's Theatre  | Daryl Jacob          | Nicky Henderson            | Simon Munir et Isaac Souede         | Alex de Larredya | Shaneshill       | 5'56"77 |
| 2016  | Ptit Zig           | Royaume-Uni | Great Pretender | Sam Twiston-Davies   | Paul Nicholls              | B. Fulton/C. Giles/R. Webb          | Alex de Larredya | Blue Dragon      | 6'04"80 |
| 2015  | Un Temps pour Tout | Irlande     |                 | James Reveley        | David Pipe                 | Mme C. Tisdall/B. Drew              |                  |                  |         |
| 2014  | Gémix              | France      |                 | David Cottin         | Nicolas Bertran de Balanda | Mme Francis Teboul                  |                  |                  |         |
| 2013  | Gémix              | France      |                 | David Cottin         | Nicolas Bertran de Balanda | Mme Francis Teboul                  |                  |                  |         |
| 2012  | Thousand Stars     | Irlande     |                 | Ruby Walsh           | Willie Mullins             | Hammer & Trowell Syndicate          |                  |                  |         |
| 2011  | Thousand Stars     | Irlande     |                 | Ruby Walsh           | Willie Mullins             | Hammer & Trowell Syndicate          |                  |                  |         |
| 2010  | Mandali            | France      |                 | Christophe Soumillon | Jean-Paul Gallorini        | Ecurie Zingaro                      |                  |                  |         |
| 2009  | Questarabad        | France      |                 | Régis Schmidlin      | Marcel Rolland             | Mme Roger Polani                    |                  |                  |         |
| 2008  | Œil du Maître      | France      |                 | Steven Colas         | Jean-Paul Gallorini        | Mlle Alexandrine Berger             |                  |                  |         |
| 2007  | Zaiyad             | France      |                 | Jacques Ricou        | Arnaud Chaillé-Chaillé     | Sean Mulryan                        |                  |                  |         |
| 2006  | Mid Dancer         | France      |                 | Christophe Pieux     | Arnaud Chaillé-Chaillé     | Sean Mulryan                        |                  |                  |         |
| 2005  | Lycaon de Vauzelle | France      |                 | Boris Chameraud      | Jehan Bertran de Balanda   | Francis Wintz                       |                  |                  |         |
| 2004  | Rule Supreme       | Irlande     |                 | David James Casey    | Willie Mullins             | John J. Fallon                      |                  |                  |         |
| 2003  | Nobody Told Me     | Irlande     |                 | David James Casey    | Willie Mullins             | Amber Syndicate                     |                  |                  |         |
| 2002  | Laveron            | France      |                 | Thierry Doumen       | François Doumen            | Dirk Grauert                        |                  |                  |         |
| 2001  | Le Sauvignon       | France      |                 | Dominique Bressou    | Jehan Bertran de Balanda   | David-James Jackson                 |                  |                  |         |
| 2000  | Le Sauvignon       | France      |                 | Dominique Bressou    | Jehan Bertran de Balanda   | David-James Jackson                 |                  |                  |         |
| 1999  | Vaporetto          | France      |                 | Thierry Majorcryk    | Jean-Paul Gallorini        | Écurie Wildenstein                  |                  |                  |         |
| 1998  | Mantovo            | France      |                 | François Benech      | Marcel Rolland             | Frank A. Mc Nulty                   |                  |                  |         |
| 1997  | Bog Frog           | France      |                 | Jean-Yves Beaurain   | Bernard Secly              | Mme David Scarisbrick               |                  |                  |         |
| 1996  | Earl Grant         | France      |                 | Jean-Yves Beaurain   | Bernard Secly              | Louis Gautier                       |                  |                  |         |
| 1995  | Matchou            | France      |                 | Didier Mescam        | Jean Lesbordes             | Mlle Muriel Montauban               |                  |                  |         |
| 1994  | Le Roi Thibaut     | France      |                 | Yannick Fouin        | Georges Doleuze            | Haras du Reuilly                    |                  |                  |         |
| 1993  | Ubu III            | France      |                 | Adam Kondrat         | François Doumen            | Marquise de Moratalla               |                  |                  |         |
| 1992  | Ubu III            | France      |                 | Adam Kondrat         | François Doumen            | Marquise de Moratalla               |                  |                  |         |
| 1991  | Rose Or No         | France      |                 | Vincent Sartori      | Philippe Demercastel       | Jules Ouaki                         |                  |                  |         |
| 1990  | Tongan             | France      |                 | Dominique Vincent    | Gérard Collet              | Wladimir Nikolic                    |                  |                  |         |